# Leucaspis stricta
Leucaspis stricta är en insektsart som först beskrevs av William Miles Maskell 1884.  Leucaspis stricta ingår i släktet Leucaspis och familjen pansarsköldlöss. Inga underarter finns listade i Catalogue of Life.